# Michałowo (gemeente)
De gemeente Michałowo is een landgemeente in het Poolse woiwodschap Podlachië, in powiat Białostocki.
De zetel van de gemeente is in Michałowo.
Op 30 juni 2004 telde de gemeente 7383 inwoners.

## Oppervlakte gegevens
In 2002 bedroeg de totale oppervlakte van gemeente Michałowo 409,19 km², waarvan:
- agrarisch gebied: 48%
- bossen: 37%

De gemeente beslaat 13,71% van de totale oppervlakte van de powiat.

## Demografie
Stand op 30 juni 2004:
| Omschrijving                   | Totaal | Totaal | Vrouwen | Vrouwen | Mannen | Mannen |
| ------------------------------ | ------ | ------ | ------- | ------- | ------ | ------ |
| eenheid                        | aantal | %      | aantal  | %       | aantal | %      |
| inwoners                       | 7383   | 100    | 3753    | 50,8    | 3630   | 49,2   |
| bevolkingsdichtheid (inw./km²) | 18     | 18     | 9,2     | 9,2     | 8,9    | 8,9    |

In 2002 bedroeg het gemiddelde inkomen per inwoner 2332,72 zł.

## Administratieve plaatsen (sołectwo)
Bachury, Barszczewo, Bieńdziuga, Bondary, Cisówka, Ciwoniuki, Hieronimowo, Hoźna, Jałówka, Juszkowy Gród, Kazimierowo, Kituryki-Gonczary, Kobylanka, Kopce, Kuchmy (dorpen: Kuchmy-Kuce en Kuchmy-Pietruki), Leonowicze, Lewsze, Michałowo, Mostowlany-Kolonia, Mościska, Nowa Łuplanka, Nowa Wola, Odnoga-Kuźmy, Oziabły, Pieńki, Planty, Potoka, Sokole, Suszcza, Szymki, Topolany, Tylwica, Zaleszany, Żednia.

## Overige plaatsen
Bagniuki, Bołtryki, Brzezina, Budy, Dublany, Gorbacze, Julianka, Kalitnik, Kamienny Bród, Kokotowo, Koleśne, Kondratki, Kowalowy Gród, Krugły Lasek, Krukowszczyzna, Krynica, Kuryły, Maciejkowa Góra, Majdan, Michałowo-Kolonia, Nowe Kuchmy, Nowosady, Pieńki-Kolonia, Pólko, Rochental, Romanowo, Rudnia, Rybaki, Sacharki, Stara Łuplanka, Stare Kuchmy, Supruny, Świnobród, Tanica Dolna, Tanica Górna, Tokarowszczyzna, Tylwica-Majątek, Wierch-Topolany, Zajma.

## Aangrenzende gemeenten
Gródek, Narew, Narewka, Zabłudów. De gemeente grenst aan Wit-Rusland.